# رایان اونیل
رایان اونیل (انگلیسی: Ryan O'Neal؛ ۲۰ آوریل ۱۹۴۱ – ۸ دسامبر ۲۰۲۳) هنرپیشه اهل ایالات متحده آمریکا بود. از فیلم‌هایی که وی در آن نقش داشت، می‌توان به پلی در دوردست، بری لیندون، مردمی که من می‌شناسم، تأثیر صفر، به‌زودی و داستان عشق اشاره کرد.

## فیلم‌شناسی
فهرست برخی از فیلم‌هایی که رایان اونیل در آن‌ها به ایفای نقش پرداخت:
- جهش بزرگ (۱۹۶۹)
- بازی (۱۹۷۰)
- داستان عشق (۱۹۷۰)
- آواره‌های وحشی (۱۹۷۱)
- تازه چه خبر دکتر؟ (۱۹۷۲)
- دزدی که برای شام آمد (۱۹۷۳)
- ماه کاغذی (۱۹۷۳)
- بری لیندون (۱۹۷۵)
- نیکلودئون (۱۹۷۶)
- پلی در دوردست (۱۹۷۷)
- راننده (۱۹۷۸)
- داستان الیور (۱۹۷۸)
- رویداد اصلی (۱۹۷۹)
- خیلی خوب (۱۹۸۱)
- دایره دو (۱۹۸۱)
- یخ سبز (۱۹۸۱)
- شریک (۱۹۸۲)
- تفاوت‌های غیرقابل مقایسه (۱۹۸۴)
- تب هیجانی شدید (۱۹۸۵)
- بچه‌های سرسخت نمی‌رقصند (۱۹۸۷)
- یحتمل (۱۹۸۹)
- مرد خانه (۱۹۹۵)
- باوفا (۱۹۹۶)
- هکس (۱۹۹۷)
- فیلمی از آلن اسمیتی: بسوزان هالیوود بسوزان (۱۹۹۷)
- تأثیر صفر (۱۹۹۸)
- به‌زودی (۱۹۹۹)
- مردمی که من می‌شناسم (۲۰۰۲)
- جنتلمن راهزن(۲۰۰۳)
- تحت‌تعقیب‌ترین‌های مالیبو(۲۰۰۳)
- شوالیه جام‌ها (۲۰۱۵)
- وحدت (۲۰۱۵)
- استخوان‌ها (مجموعه تلویزیونی)